# Höga c
"Tonernas ton" inom sångkonsten, vanligen benämnd trestrukna c (c3) för sopran- och altröster, samt tvåstrukna c (c2) för tenor- och basröster.
Krasst kan man säga att det är den högsta tonen att sjunga i de stora italienska operorna. Lyrisk-dramatiska röster (och tyngre) går ytterst sällan över höga c. Dock finns det ett otal roller för koloratursopraner och lätta lyriska sopraner som sträcker sig en bit över höga c.
Tenorroller som går över höga c är däremot ytterst sällsynt, men återfinns inom den italienska bel canto-epoken. En berömd aria som sträcker sig till höga d finns i Adolphe Adams opera Postiljonen från Lonjumeau.

## Historia
Före romantikens intåg var höga c:s betydelse föga anmärkningsvärd, då man inte ville sätta någon gräns för vad man skulle klara av och inte. Under barockoperans era fram till mitten av 1700-talet, när kastratsångarna regerade operascenen, var idealen annorlunda. Röstens klangfärg, renhet, smidighet och expressivitet var viktigare än höga toner, delvis därför att så få mäktade med att sjunga ända upp till höga c. Den franske tenoren Gilbert Duprez anses vara den förste som sjöng höga c i fullt bröstregister på en operascen.

## Exempel
Några höga c:n har blivit särskilt berömda, inte minst det gemensamma höga c som Calaf och Turandot har i andra akten av operan Turandot. Tonen har fermat, vilket gör att sångarna kan hålla tonen så länge som de behagar. Just detta ställe har dock utvecklats till en tävling mellan sopranen och tenoren om vem som orkar hålla tonen längst. Birgit Nilsson skriver i sina memoarer öppenhjärtigt om sina duster med tenoren Franco Corelli på den tonen.

## Operor
Några operor med höga c som toppton är:
- Aida (Verdi)
- Tosca (Puccini)
- Madama Butterfly (Puccini)
- Turandot (Puccini)
- Carmen (Bizet)
- Rhenguldet (Wagner)
- Valkyrian (Wagner)
- Siegfrid (Wagner)
- Tristan & Isolde (Wagner)
- Elektra (Strauss)
- Faust (Gounod)
- La Bohème (Puccini)
- Spader Dam (Tjajkovskij)
- Figaros bröllop (Mozart)